# Circle Pines, Minnesota
Circle Pines là một thành phố thuộc quận Anoka, tiểu bang Minnesota, Hoa Kỳ. Năm 2010, dân số của thành phố này là 4918 người.

## Dân số
- Dân số năm 2000: 4663 người.
- Dân số năm 2010: 4918 người.